# Hexatoma subsaga
Hexatoma subsaga är en tvåvingeart som beskrevs av Alexander 1942. Hexatoma subsaga ingår i släktet Hexatoma och familjen småharkrankar.
Artens utbredningsområde är Peru. Inga underarter finns listade i Catalogue of Life.